# Cristiano Lupatelli
Cristiano Lupatelli (Perugia, Provincia de Perugia, Italia, 21 de junio de 1978) es un exfutbolista italiano. Jugaba de guardameta y su ùltimo equipo fuè A. C. F. Fiorentina de la Serie A de Italia.

## Clubes
| Club                | País   | Año         |
| ------------------- | ------ | ----------- |
| A. S. Andria        | Italia | 1996 - 1999 |
| A. S. Roma          | Italia | 1999 - 2001 |
| A. C. ChievoVerona  | Italia | 2001 - 2003 |
| A. S. Roma          | Italia | 2003 - 2004 |
| A. C. F. Fiorentina | Italia | 2004 - 2005 |
| Parma F. C.         | Italia | 2005 - 2006 |
| U. S. Palermo       | Italia | 2006        |
| A. C. F. Fiorentina | Italia | 2006 - 2008 |
| Cagliari Calcio     | Italia | 2008 - 2010 |
| Bologna F. C.       | Italia | 2010 - 2011 |
| Genoa C. F. C.      | Italia | 2011 - 2012 |
| A. C. F. Fiorentina | Italia | 2012 - 2015 |

## Palmarés

### Campeonatos nacionales
| Título  | Club       | País   | Año     |
| ------- | ---------- | ------ | ------- |
| Serie A | A. S. Roma | Italia | 2000-01 |